# EuroEyes Cyclassics 2016
21. edycja wyścigu kolarskiego EuroEyes Cyclassics odbył się 21 sierpnia 2016 roku. Wyścig ten znajduje się w UCI World Tour 2016.

## Uczestnicy
Na starcie wyścigu stanęło 22 zespołów. Wśród nich wszystkie osiemnaście ekip UCI World Tour 2016 oraz cztery z tzw. dziką kartą. 
Lista drużyn uczestniczących w wyścigu:
| Numery  | Kod | Drużyna            |
| ------- | --- | ------------------ |
| 1-8     | LTS | Lotto Soudal       |
| 11-18   | TNK | Tinkoff            |
| 21-28   | SKY | Team Sky           |
| 31-38   | BMC | BMC Racing Team    |
| 41-48   | EQS | Etixx-Quick Step   |
| 51-58   | KAT | Team Katusha       |
| 61-68   | OBE | Orica–BikeExchange |
| 71-78   | TRE | Trek-Segafredo     |
| 81-88   | FDJ | FDJ                |
| 91-98   | MOV | Movistar Team      |
| 101-108 | AST | Pro Team Astana    |

| Numery  | Kod | Drużyna                |
| ------- | --- | ---------------------- |
| 111-118 | ALM | Ag2r-La Mondiale       |
| 121-128 | TLJ | Team LottoNL-Jumbo     |
| 131-138 | LAM | Lampre-Merida          |
| 141-148 | CDT | Cannondale–Drapac      |
| 151-158 | GIA | Team Giant-Alpecin     |
| 161-168 | IAM | IAM Cycling            |
| 171-178 | DDD | Team Dimension Data    |
| 181-188 | BOA | Bora-Argon 18          |
| 191-198 | SSG | Stölting Service Group |
| 201-208 | COF | Cofidis                |
| 211-218 | VAT | Verva ActiveJet        |

## Klasyfikacja generalna
| M-ce | Imię i nazwisko       | Kraj      | Drużyna             | Czas       |
| ---- | --------------------- | --------- | ------------------- | ---------- |
| 1.   | Caleb Ewan            | Australia | Orica–BikeExchange  | 4h 54' 26" |
| 2.   | John Degenkolb        | Niemcy    | Team Giant-Alpecin  | + 0"       |
| 3.   | Giacomo Nizzolo       | Włochy    | Trek-Segafredo      | + 0"       |
| 4.   | Danny van Poppel      | Holandia  | Team Sky            | + 0"       |
| 5.   | Alexander Kristoff    | Norwegia  | Team Katusha        | + 0"       |
| 6.   | Dylan Groenewegen     | Holandia  | Team LottoNL-Jumbo  | + 0"       |
| 7.   | Mark Renshaw          | Australia | Team Dimension Data | + 0"       |
| 8.   | Sondre Holst Enger    | Norwegia  | IAM Cycling         | + 0"       |
| 9.   | Matteo Trentin        | Włochy    | Etixx-Quick Step    | + 0"       |
| 10.  | André Greipel         | Niemcy    | Lotto Soudal        | + 0"       |
|      |                       |           |                     |            |
| 25.  | Kamil Gradek          | Polska    | Verva ActiveJet     | + 0"       |
| 108. | Tomasz Marczyński     | Polska    | Lotto Soudal        | + 3' 03"   |
| 126. | Paweł Franczak        | Polska    | Verva ActiveJet     | + 3' 03"   |
| 129. | Adrian Banaszek       | Polska    | Verva ActiveJet     | + 5' 33"   |
| 144. | Norbert Banaszek      | Polska    | Verva ActiveJet     | + 8' 05"   |
| -    | Maciej Bodnar         | Polska    | Tinkoff             | DNF        |
| -    | Stanisław Aniołkowski | Polska    | Verva ActiveJet     | DNF        |